# مقدمة في تاريخ الحضارات القديمة
مقدمة في تاريخ الحضارات القديمة هو كتاب موسوعي تأريخي من تأليف الآثاري واللغوي والمؤرخ العراقي طه باقر، يعد الكتاب أبرز مؤلفاته كما يعد من أهم الكتب التاريخية خصوصًا عن تاريخ العراق، يتحدث الكتاب عن مقدمات للحضارات القديمة بدأ من عصر الإنسان القديم، ويقدم معلومات حول جوانب مختلفة من المظاهر المعرفية والحضارية لكل حضارة، كالقانون والعلوم واللاهوت والآداب والمجتمع وغيره، ينقسم الكتاب إلى جزأين: الأول يشرح عن حضارة بلاد الرافدين، والثاني عن حضارات الشرق القديمة كحضارة وادي النيل واليونان والفرس وصولاً إلى الحضارة الإسلامية، وله طبعتان: الأولى صدرت في بغداد عام 1951، والثانية من دار البيان عام 1973.

## وصلات خارجية
- قراءة الجزء الأول
- قراءة الجزء الثاني